# Mickey Mouse Disco
Mickey Mouse Disco è un album in studio del 1979 pubblicato dalla Walt Disney Records.

## Composizione
L'album, arrangiato da Dennis Burnside e prodotto da Jymn Magon, è ispirato alla banda Disney e al fenomeno disco degli anni settanta. Benché non si senta la voce di Topolino, sono presenti degli interventi vocali di Jim Tadevic nei panni di Paperino e Tony Pope in quelli di Pippo. Il primo interviene in Macho Duck, ispirata a Macho Man dei Village People, il secondo in Watch Out for Goofy!. Tra gli altri brani si segnalano le riletture in chiave disco music di Zip-a-Dee-Doo-Dah, It's a Small World e Chim Chim Cher-ee.

## Pubblicazione
Pur essendo uscito in un momento in cui la moda della disco music stava decadendo, Mickey Mouse Disco vendette 2.000.000 di copie negli Stati Uniti, 200.000 in Canada e 20.000 in Australia, aggiudicandosi complessivamente quattro dischi di platino e uno d'oro.
Dell'album venne pubblicata anche un'edizione svedese.

## Cortometraggio
Nel 1980 le musiche dell'album vennero usate nella colonna sonora di un breve special televisivo omonimo, composto da vari spezzoni di corti animati della Disney.

## Tracce

### Edizione statunitense
1. Disco Mickey Mouse – 4:00
2. Welcome to Rio – 3:23
3. The Greatest Band – 4:10
4. Zip-a-Dee-Doo-Dah – 2:13
5. Macho Duck – 4:36
6. Mousetrap – 2:56
7. Watch Out for Goofy! – 3:30
8. It's a Small World – 2:28
9. Chim Chim Cher-ee – 2:10

### Edizione svedese
1. Disco Musse Pigg (Disco Mickey Mouse) – 3:47
2. Det Är Vår Värld (It's A Small World) – 2:45
3. Kalle Anka Kan (Macho Duck) – 4:31
4. Zip-A-Dee-Doo-Dah – 2:16
5. Se Upp För Långben (Watch Out For Goofy) – 3:18
6. Följ Med Till Rio (Welcome To Rio) – 3:24
7. Musse (Mouse Trapp) – 2:52
8. Chim Chim Cherie (Chim Chim Cher-ee) – 2:08
9. Världrens Bästa Band (The Greatest Band) – 4:20

## Formazione
- Dennis Burnside – arrangiamenti
- Jymn Magon – produzione